# Hydnopolyporus
Hydnopolyporus — рід грибів родини Meripilaceae. Назва вперше опублікована 1962 року.